# Джузеппе Розеллі Лоренціні
Джузеппе Розеллі Лоренціні (італ. Giuseppe Roselli Lorenzini, 17 березня 1910, Рим - 26 серпня 1987, Рим) - італійський адмірал, начальник генерального штабу ВМС Італії протягом 1970-1973 років.

## Біографія
Джузеппе Розеллі Лоренціні народився 17 березня 1910 року в Римі. У 1924 році вступив до Військово-морської академії в Ліворно, яку закінчив у 1929 році в званні гардемарина. Ніс службу на борту лінкора «Андреа Доріа». У 1930 році отримав звання молодшого лейтенанта. Надалі ніс службу на борту есмінців «Надзаріо Сауро», «Джованні да Верраццано», «Антоніо Пігафетта». У 1931 році пройшов перепідготовку у Військово-морській академії. Протягом 1932-1934 років ніс службу на Далекому Сході на борту крейсера «Куарто».
Отримавши звання лейтенанта, протягом 1934-1937 років Джузеппе Розеллі Лоренціні ніс службу на борту крейсерів «Сан-Джорджо» та «Раймондо Монтекукколі», потім на підводних човнах «Галілео Галілей» і «Гоффредо Мамелі». Повернувшись на «Галілео Галілей», брав  участь у громадянській війні в Іспанії. З 1938 року командував підводними човнами «Смеральдо», «Діаспро» та «Адуа», на борту якого застав вступ Італії у другу світову війну у червні 1940 року та здійснив один похід у Середземному морі.
У листопаді 1940 року Джузеппе Розеллі Лоренціні був призначений капітаном підводного човна «Анжело Емо», який базувався у Бордо. Наприкінці року отримав звання капітана III рангу. Здійснив 4 походи в Атлантичному океані. Під час цих походів були потоплені 2 торгові судна та пошкоджений британський допоміжний крейсер. За ці походи він був нагороджений першою Срібною медаллю «За військову доблесть» на німецьким Залізним Хрестом 2-го класу.
У 1942 році Джузеппе Розеллі Лоренціні ніс службу в командуванні підводних човнів, після чого був призначений капітаном підводного човна «Амміральйо Каньї». На борту цього човна здійснив похід до берегів Бразилії тривалістю 136 днів - найдовший похід в історії італійського флоту. 29 червня 1943 року вирушив у другий похід до Сінгапуру, з якого мав привезти стратегічні матеріали. На момент капітуляції Італії човен перебував біля берегів Південної Африки. Відповідно до отриманого наказу він вирушив у порт союзників Дурбан. Надалі командував флотилією човнів MAS, яка базувалась в Ла-Маддалені. Під його командуванням флотилія здійснила численні місії у складі військ союзників.
Протягом 1946-1950 років Джузеппе Розеллі Лоренціні ніс службу в операційному відділі генерального штабу збройних сил. З 1951 року, отримавши звання капітана I рангу, служив у Командуванні сил союзників в південній Європі. Протягом 1953-1955 років командував Військово-морським департаментом в Ла-Спеції. З 1955 року командував крейсером «Раймондо Монтекукколі», у 1956 році був начальником штабу 2-ї морської дивізії. 
У 1957 році отримав звання контрадмірала. Протягом 1960-1962 років керував Військово-морською академією в Ліворно, протягом 1962-1963 років, у званні дивізійного адмірала, командував 2-ю морською дивізією. Протягом 1963-1965 років був представником Італії у штаб-квартирі НАТО в Брюсселі. Протягом 1965-1967 років, у звання ескадреного адмірала, був заступником начальника генерального штабу ВМС Італії.
Протягом 1967-1969 років Джузеппе Розеллі Лоренціні командував оперативними силами флоту. З жовтня 1970 року по травень 1973 року був начальником генерального штабу ВМС Італії.
Помер 26 серпня 1987 року у Римі.

## Нагороди

### Італійські
- Срібна медаль «За військову доблесть» (нагороджений двічі)
- Бронзова медаль «За військову доблесть» (нагороджений п'ять разів)
- Хрест «За військові заслуги» (нагороджений двічі)
- Кавалер Великого хреста Ордена «За заслуги перед Італійською Республікою»
- Командор Ордена Корони Італії
- Кавалер Колоніального Ордена Зірки Італії

### Іноземні
- Залізний Хрест 2-го класу (Німеччина)